# 第2勇新丸
| 第2勇新丸    |                                         |
| 船歷         |                                         |
| 起工         | 2002年3月6日                            |
| 進水         | 2002年6月11日                           |
| 竣工         | 2002年9月30日                           |
| 之後         |                                         |
| 主要諸元     |                                         |
| 類型         | 捕鯨船                                  |
| 總噸數       | 1,059 噸（國際總噸） 747 噸（日本總噸） |
| 全長         | 69.61 m                                 |
| 垂線間長     | 62.5 m                                  |
| 幅           | 10.8 m                                  |
| 深           | 5.3 m                                   |
| 吃水         | 4.6 m                                   |
| 主機         | 川崎-MAN-B&W 6L35MC型迪塞爾 1基         |
| 馬力         | 3,900kW                                 |
| 航海速度     | 17.0節                                  |
| 最高速度     | 18.848節                                |
| 最大搭載人員 | 25名                                    |

第2勇新丸（日語：だいにゆうしんまる、第二勇新丸）為一艘在日本登記的捕鯨船。主要在南冰洋從事捕鯨活動。

## 概要
2002年9月30日、内海造船竣工。配有1門75mm捕鯨砲，並安裝鯨魚探測機。

## 海洋守護者協會事件
2008年1月15日、海洋守護者協會活動家2名（班哲明・波特(Benjamin Potts)、基爾斯・拉內(Giles Lane)）登上本船被禁錮。2人在17日由澳大利亞的税關巡視船「海洋維京號」(MV Oceanic Viking)引渡回國。在他們被拘禁期間，晚餐被提供以鯨肉。

## 圖片

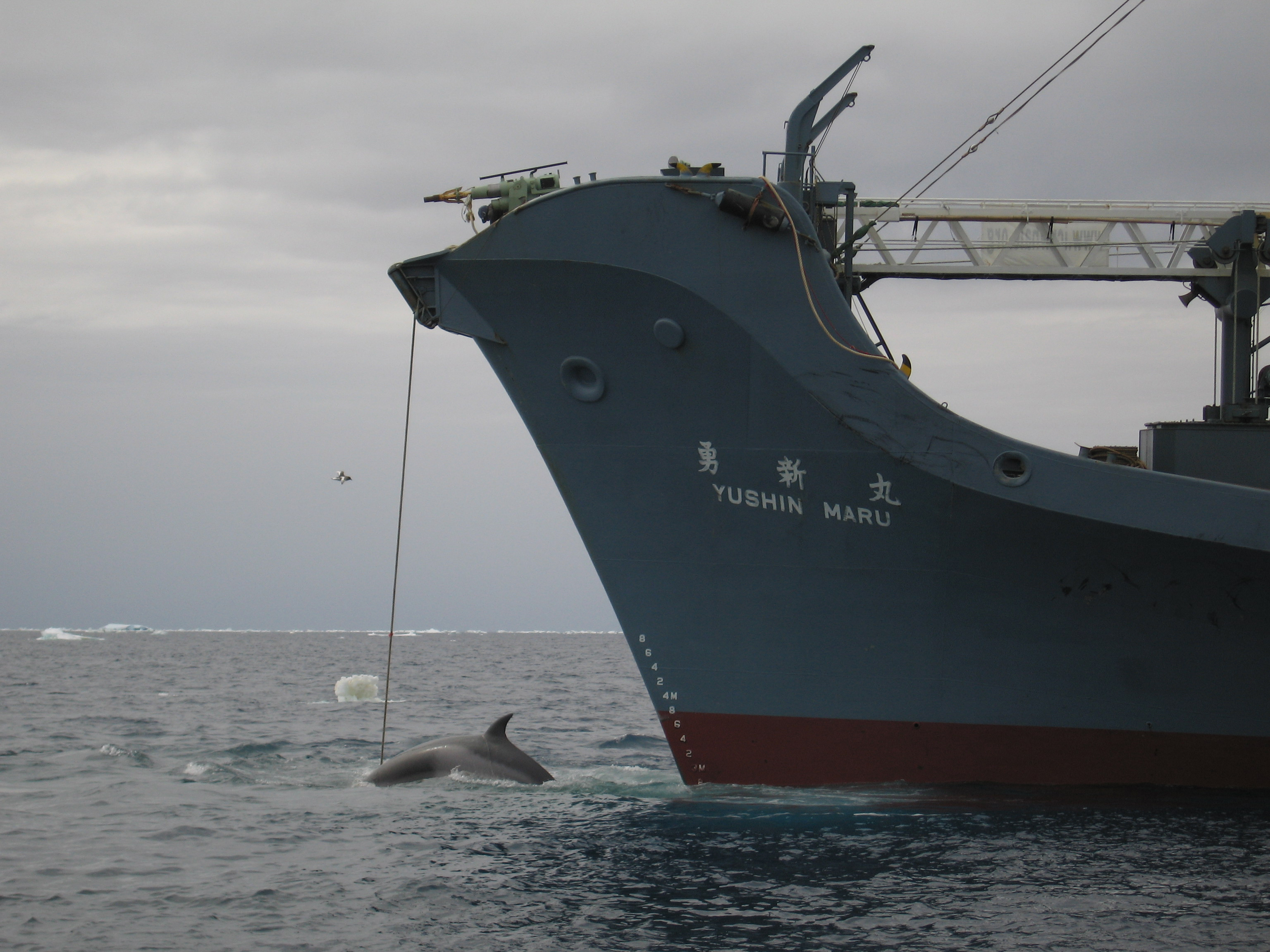
Sister ship Yūshin Maru with a Whale
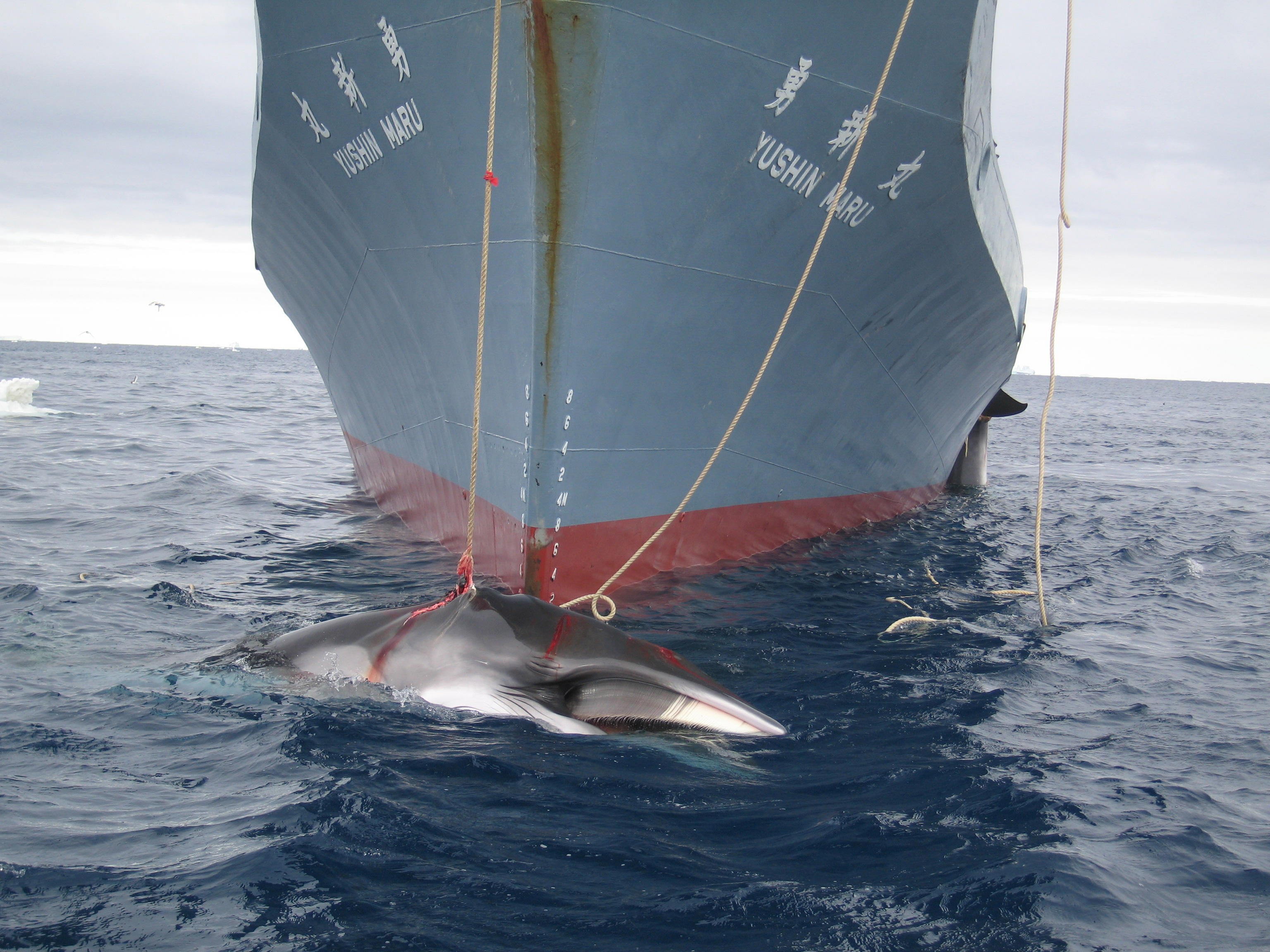
Sister ship Yūshin Maru with a Whale

## 外部連結
- 日本鯨類研究所 プレスリリース 【シーシェパード侵入者をオセアニック・バイキング号へ引き渡し完了】2008年1月18日 （日語）